# کرتشکوو
کرتشکوو (به چکی: Křečkov) یک منطقهٔ مسکونی در جمهوری چک است که در ناحیه نیمبورک واقع شده‌است.